# 皆川純子
皆川 純子（みながわ じゅんこ、11月22日 - ）は、日本の女性声優。茨城県土浦市出身、東京俳優生活協同組合（俳協）所属。年齢は非公表。声質が低く、男の子役を得意とする。

## 経歴

### 声優を目指すまで
子供の時は、1人で黙々と遊ぶのが好きな大人しい子供であり、友人と一緒に遊んでいる時も口数が少ないほうだったという。幼少の頃から芝居が好きで、学芸会では積極的に劇に参加した。幼稚園では『みにくいアヒルの子』のみにくいアヒル役、小学校では『かぐや姫』で帝役を演じる。帝役について皆川は「その時すでに男役だったんです」と自己分析している。
中学・高校時代は、バレーボールの部活動に専念した。中学のバレー部では先輩・後輩の縦の人間関係が厳しく社会の縮図を学んだという。高校のバレー部は練習が厳しく休みがなかった。バレーボール一色の生活で、友達と学校帰りに余暇を楽しむといったことができなかったため、部活の引退時には「これでようやく普通の高校生になれる」と思ったという。これらの部活動の経験は辛いことから逃げ出さない精神力が身につき、心身ともに鍛えられて良かったとしている。高校卒業後は、日本国外に住んで働くことを希望してスチュワーデスを志す。英語専門学校のスチュワーデス科に通うが、勉強をおろそかにして学生生活を楽しんでしまったため、どこの航空会社にも受からなかった。その時の面接中に「pardon?」と言っていればと語っている。
その後、普通の会社に就職する。会社での人間関係は良好で楽しかったが、「これが私の一生の仕事なのだろうか」「夢中になれるものがほしい」という思いから、自分が本当にやりたかったことを全力でやってみようと子供の頃の夢だった役者になることを決意する。当初は劇団の養成所に入ろうとしたが、毎日のように稽古があることを知り、学費や生活費などの金銭の問題から断念する。会社員を続けながら芝居の勉強ができる場所を探した結果、声優養成所を見つける。もともと漫画やアニメが好きだったこともあり、声優業に興味をひかれて映像テクノアカデミアに入学した。こうした経緯から最初は「絶対に声優になるんだってわけじゃなかった」と振り返っている。学んでいくうちに徐々に「声優になりたい。一生の職業にしたい」と本気で志すようになる。2000年3月に映像テクノアカデミアを卒業、同年に俳協に所属し、会社を退職した。

### 声優デビュー後
デビュー作は整髪料のラジオCM。アニメのデビュー作は『それいけ!アンパンマン』デカルン役。俳協に所属して3か月後に、ゲーム『ときめきメモリアル3』のヒロインの1人である神条芹華役が決まる。『ときめきメモリアル』のオーディションに受かったことは、頑張ればこれで食べられるかもしれないという思いが希望から現実に変わったという。翌2001年にはテレビアニメ『テニスの王子様』の主役である越前リョーマ役に抜擢される。リョーマ役が決まった時は嬉しくて体が震えたといい、無名の新人が『週刊少年ジャンプ』作品の主人公に受かったことは奇跡だとし、当時の嬉しさは「もう2度と味わえないと思います」と述べている。リョーマ役は皆川に大きな影響を与え、「声優人生を変えた役」「リョーマがいたから今の私がいる」としている。原作者の許斐剛からは「リョーマをやるために声優になったのではないか」と評価されており、他にも「皆川さんはリョーマそのものだと思っている」「皆川さんの意見はリョーマの意見として受け止めている」と語られている。越前リョーマ役は2001年放送以降、10年以上切れ目なく演じ続けている。

### ライブ活動
皆川純子名義で、オリジナル楽曲のCD発売やライブ活動も行った。キャラクターとしては、2004年8月18日、Zepp Tokyoにて越前リョーマの単独ライブを行う。2006年からは「サクラ大戦シリーズ」で、サジータ・ワインバーグ役としてキャラクター衣装を着て歌って踊る舞台（レビュウショウ）に出演している。

## 人物像
性格は負けず嫌いで、悔しい時は涙が出ない、人前でも泣かないと語る。しかし悔しい時以外ではよく泣いているという。自分が演じるキャラクターが悲しいシーンで泣けば、皆川もセリフを言いながら涙し、他人のセリフを聴きながら感動して泣くこともある。『テニスの王子様』の最終話アフレコの時にも泣いたことがある。許斐剛からは皆川をイベント中に泣かせようと作戦が練られたことがあり、「10年間ありがとう。リョーマは君じゃなきゃできなかったよ」と歌唱中に感謝を告げられて号泣したことがある。

## 出演
太字はメインキャラクター。

### テレビアニメ
2001年
- それいけ!アンパンマン（2001年 - 2023年、デカルン、うどんくん〈初代〉、ねがい星〈2代目〉）
- テニスの王子様（2001年 - 2024年、越前リョーマ、越前倫子） - 4シリーズ
- パラッパラッパー（母親）

2002年
- ラーゼフォン（女）
- アソボット戦記五九（ロック）
- 仰天人間バトシーラー（ツヨガリダケ/タージャンオージ）
- デュエル・マスターズ（2002年 - 2021年、白凰 / ホワイト、白凰の母、ビューティー） - 8シリーズ
- 東京ミュウミュウ（幼少時代の白金稜）
- とっとこハム太郎（エジソンくん）
- 爆転シュート ベイブレード2002（ジャック）
- 陸上防衛隊まおちゃん（女教師）
- 名探偵コナン（2002年 - 2019年、平良伊江、軽部ロミ、渡辺友紀子、片寄野笛、千田直美、木船染花、江波真知子）

2003年
- おもいっきり科学アドベンチャー そーなんだ!（ユキオ）
- クロノクルセイド（ヨシュア・クリストファ）
- 京極夏彦 巷説百物語（柳女）
- コロッケ!（ウインナー）
- 神魂合体ゴーダンナー!!（2003年 - 2004年、猿渡忍、けい、ぴんぴん、ローザ） - 2シリーズ
- 成恵の世界（七瀬香奈花）
- NARUTO -ナルト-（白の母）
- .hack//黄昏の腕輪伝説（シューゴ〈国崎秀悟〉）
- 無人惑星サヴァイヴ（シンゴ）
- トキ この地球（ほし）の未来を見つめて（子供2、女官A、三太、権次、朝太郎〈少年〉）

2004年
- アガサ・クリスティーの名探偵ポワロとマープル（コリン）
- あたしンち（2004年 - 2016年、山田） - 2シリーズ
- 宇宙交響詩メーテル 銀河鉄道999外伝（オリバー）
- 北へ。〜Diamond Dust Drops〜（森永まふゆ）
- 光と水のダフネ（水樹翔〈少年〉）
- ファンタジックチルドレン（2004年 - 2005年、トーマ、10才のソラン）
- マーメイドメロディー ぴちぴちピッチ ピュア（ミケル）
- ロックマンエグゼAXESS（アレグロ）

2005年
- ARIA シリーズ（2005年 - 2008年、晃・E・フェラーリ） - 3シリーズ
- 苺ましまろ（笹塚くん、アナ・コッポラの母親）
- 格闘美神 武龍（2005年 - 2006年、曹春揚） - 2シリーズ
- ガラスの仮面（金谷英美）
- これが私の御主人様（中林義貴）
- 灼眼のシャナ（2005年 - 2012年、『儀装の駆り手』カムシン・ネブハーウ） - 3シリーズ
- シュガシュガルーン（ユニコーン）
- JINKI:EXTEND（メルJ・ヴァネット）
- ツバサ・クロニクル（龍王）
- トリニティ・ブラッド（イオン・フォルトゥナ）
- ふしぎ星の☆ふたご姫（2005年 - 2006年、エクリプス / シェイド）
- BLACK CAT（リオン＝エリオット、シルフィー＝デアクロフト）
- ブラック・ジャック（マギー）
- 魔法先生ネギま!（2005年 - 2007年、雪広あやか） - 2シリーズ
- LOVELESS（青柳立夏）

2006年
- コードギアス 反逆のルルーシュ（2006年 - 2008年、コーネリア・リ・ブリタニア） - 2シリーズ
- サルゲッチュ 〜オンエアー〜（ヒロキ） - 2シリーズ
- 地獄少女 二籠（天城志津子）
- 史上最強の弟子ケンイチ（白鳥）
- タマ&フレンズ 探せ!魔法のプニプニストーン（ベニクラゲ）
- 少年陰陽師（玄武）
- 奏光のストレイン（メルチセデック）
- タクティカルロア（島原看取・李彩霞）
- 妖逆門（華院ミツキ）
- ハチミツとクローバーII（森田馨〈子供時代〉）
- ふしぎ星の☆ふたご姫 Gyu!（2006年 - 2007年、シェイド）
- 武装錬金（円山円）
- MÄR-メルヘヴン-（幼いアラン）
- ヤマトナデシコ七変化♥（ガングロ）

2007年
- D.Gray-man（アーチ）
- ぼくらの（ウシロ / 宇白順、古茂田茂美）
- ドラえもん（テレビ朝日版第2期）（ジョルジュ）
- トレジャーガウスト（範人）

2008年
- 狂乱家族日記（竜骨寺柊雨）
- しゅごキャラ!!どきっ（水野守）
- 全力ウサギ（チョウジョ）
- TYTANIA -タイタニア-（ミランダ・カジミール）
- 夏目友人帳（少女）
- 二十面相の娘（M、小林芳雄）
- のらみみ2（1003グラム）
- ヴァンパイア騎士（早園瑠佳） - 2シリーズ
- BLASSREITER（マレク・ウェルナー）
- 薬師寺涼子の怪奇事件簿（木村恵子）
- 遊☆戯☆王5D's（ミスティ）

2009年
- VIPER'S CREED（ノーマ）
- CANAAN（夏目、双子・弟）
- グイン・サーガ（アナク）
- クロスゲーム（志摩野恵）
- けんぷファー（2009年 - 2011年、皆川瞳美 / 観客A） - 2シリーズ
- ジュエルペット シリーズ（2009年 - 2014年、ドマージョ、コハク、ニコラの母） - 5シリーズ
- 絶対可憐チルドレン（ティム・トイ）
- 戦場のヴァルキュリア（ロージー）
- 鉄腕バーディー DECODE:02（たくみ）
- バスカッシュ!（スラッシュ・キーンズ）
- PandoraHearts（オズ＝ベザリウス）
- マリア様がみてる 4thシーズン（有栖川金太郎）

2010年
- 裏切りは僕の名前を知っている（エレジー）
- COBRA THE ANIMATION（クイーン）
- 心霊探偵 八雲（宮川恵理子）
- デジモンクロスウォーズ（2010年 - 2011年、リボルモン） - 2シリーズ
- とある科学の超電磁砲（鴻野江遥希）

2011年
- しまじろう ヘソカ （マークン、顔出し）
- SKET DANCE（恵大五郎）
- 世界一初恋2（井坂龍一郎〈幼少期〉）
- TIGER & BUNNY（ユーリ少年時代）
- ブレイド（エリック〈少年時代のブレイド〉）
- まりあ†ほりっく あらいぶ（花房桃太）
- よんでますよ、アザゼルさん。（金友）

2012年
- カードファイト!! ヴァンガード アジアサーキット編（キジカ）
- カンピオーネ! 〜まつろわぬ神々と神殺しの魔王〜（ウルスラグナ）
- スマイルプリキュア!（豊島ひでかず）
- 男子高校生の日常（奈古さん、名護）
- NARUTO -ナルト- SD ロック・リーの青春フルパワー忍伝（女山賊）
- バトルスピリッツ ソードアイズ（2012年 - 2013年、ツルギ・タテワキ）
- ポケットモンスター ベストウイッシュ（ジョーズ）
- マギ シリーズ（2012年 - 2013年、ジャミル〈少年〉） - 2シリーズ

2013年
- アラタカンガタリ〜革神語〜（カナテ）
- 超次元ゲイム ネプテューヌ THE ANIMATION（下っ端〈リンダ〉）
- 八犬伝―東方八犬異聞―（琥珀）

2014年
- 暁のヨナ（ユン）
- クレヨンしんちゃん（2014年 - 2015年、古林、津見来太郎）
- 極黒のブリュンヒルデ（イニシャライザー）
- トリコ（三虎〈少年時代〉）
- プピポー!（ハル）
- マジンボーン（ペルブランド）
- モンスター・ハイ こわイケガールズ（スペクトラ・ヴォンダーガイスト）

2015年
- 金田一少年の事件簿R（冬野八重姫）

2016年
- SUPER LOVERS（2016年 - 2017年、海棠零） - 2シリーズ
- ドリフターズ（ジャンヌ・ダルク）
- パズドラクロス（2016年 - 2018年、ダフネス）
- 美少女戦士セーラームーンCrystal（天王はるか / セーラーウラヌス）
- マジきゅんっ!ルネッサンス（近松珠里）

2017年
- ID-0（アマンザ・ボルチコワ）
- キラキラ☆プリキュアアラモード（ジュリオ / ピカリオ〈リオ〉）
- 活撃 刀剣乱舞（審神者）
- 宝石の国（イエローダイヤモンド）
- UQ HOLDER! 〜魔法先生ネギま!2〜（雪広あやか）
- 妹さえいればいい。（三田洞さん）

2018年
- TO BE HEROINE（ミンちゃん）
- ポチっと発明 ピカちんキット（ダークポチロー）
- 狐狸之声（司会者）

2019年
- ブラッククローバー（2019年 - 2020年、メレオレオナ・ヴァーミリオン）
- ポケットモンスター サン&ムーン（チクワ）
- 旗揚!けものみち（コボルト妻）

2020年
- GO!GO!アトム

2021年
- Fairy蘭丸〜あなたの心お助けします〜（寶母）

2022年
- ニンジャラ（2022年 - 放送中、ジェーン）
- 惑星のさみだれ（マイマクテリオン）
- アキバ冥途戦争（凪）
- ポプテピピック TVアニメーション作品第二シリーズ（ポプ子〈第5話Aパート〉）

2023年
- 鬼滅の刃 刀鍛冶の里編（甘露寺の母）

2024年
- 魔女と野獣（キーラ・ヘインス）
- 科学×冒険サバイバル!（ユジン）

### 劇場アニメ
2000年
- 機動戦士ガンダム 特別版（ジオン公国群衆）

2002年
- 劇場版∀ガンダムII 月光蝶

2003年
- クレヨンしんちゃん 嵐を呼ぶ 栄光のヤキニクロード（天城）

2004年
- ハードル 真実と勇気の間で（有沢裕樹）

2005年
- 劇場版 テニスの王子様（2005年 - 2011年、越前リョーマ） - 3作品
- 劇場版 デュエル・マスターズ（2005年 - 2010年、白凰） - 3作品

2007年
- ストレンヂア 無皇刃譚（木酉）

2008年
- パッテンライ!! 〜南の島の水ものがたり〜（徐英哲）

2009年
- 劇場版 NARUTO -ナルト- 疾風伝 火の意志を継ぐ者（弐）

2011年
- 劇場版 魔法先生ネギま! ANIME FINAL（雪広あやか）

2013年
- コードギアス 亡国のアキト（2013年 - 2016年、シン〈少年時代〉） - 3作品

2015年
- ARIA The AVVENIRE（晃・E・フェラーリ）

2017年
- コードギアス 反逆のルルーシュ I - III（2017年 - 2018年、コーネリア・リ・ブリタニア） - 3部作
- 映画 キラキラ☆プリキュアアラモード パリッと!想い出のミルフィーユ!（ピカリオ）

2019年
- 映画ドラえもん のび太の月面探査記（ルカ）
- コードギアス 復活のルルーシュ（コーネリア・リ・ブリタニア）

2021年
- 劇場版 美少女戦士セーラームーンEternal（天王はるか / セーラーウラヌス）
- ARIA The CREPUSCOLO（晃・E・フェラーリ）
- リョーマ! The Prince of Tennis 新生劇場版テニスの王子様（越前リョーマ、越前倫子）
- ARIA The BENEDIZIONE（晃・E・フェラーリ）

2023年
- 劇場版 美少女戦士セーラームーンCosmos（天王はるか / セーラーウラヌス） - 前後編
- ブラッククローバー 魔法帝の剣（メレオレオナ・ヴァーミリオン）

### OVA
2001年
- ジャングルはいつもハレのちグゥ デラックス（ユミ） - 2作品

2002年
- .hack//SIGN（美留子）

2005年
- リバースムーン ディバージェンス（イレス・レファード）

2006年
- テニスの王子様 Original Video Animation 全国大会篇（越前リョーマ）
- マリア様がみてる 3rdシーズン（有栖川金太郎）
- ネギま!? 春スペシャル!? / 夏スペシャル!?（雪広あやか）

2007年
- ICE（ヒトミ）
- ARIA The OVA 〜ARIETTA〜（晃・E・フェラーリ）
- 苺ましまろ（2007年 - 2008年、笹塚くん） - 2作品
- サクラ大戦 ニューヨーク・紐育（サジータ・ワインバーグ）

2008年
- 魔法先生ネギま! OADシリーズ（2008年 - 2010年、雪広あやか） - 2シリーズ

2009年
- DARKER THAN BLACK -黒の契約者- 外伝（小姐）

2011年
- ショコラの魔法（則武薫子）

2012年
- コードギアス 反逆のルルーシュ ナナリーinワンダーランド（コーネリア・リ・ブリタニア）
- 史上最強の弟子ケンイチ（白鳥）※単行本第47巻OVA付き特装版

2013年
- アイアンマン：ライズ・オブ・テクノヴォア（マリア・ヒル）

2014年
- アベンジャーズ コンフィデンシャル: ブラック・ウィドウ & パニッシャー（マリア・ヒル）
- クイーンズブレイド ヴァンキッシュド・クイーンズ（ウェルベリア）
- 最近、妹のようすがちょっとおかしいんだが。（鳥津）※コミックス第7巻BD付き特装版
- 新テニスの王子様 OVA vs Genius10（越前リョーマ）

2015年
- 暁のヨナ（ユン）※コミックス第19巻オリジナルアニメDVD付限定版

2016年
- 暁のヨナ はじまりの龍 / あかい星が昇る（ユン）

2024年
- コードギアス 奪還のロゼ（コーネリア・リ・ブリタニア）

### Webアニメ
- リーンの翼（2005年、ヘベ・ゲッテル）
- いくぜっ! 源さん（2008年、娘）
- オトコのコはメイド服がお好き!?（2011年、シズカ）
- ポケットモンスター ブラック2・ホワイト2 紹介SPムービー（2012年、ライバル）
- 神羅万象〜天地神明の章〜（2014年、バランシール[68]）
- いたずら魔女と眠らない街（2017年、エマ・ワトストーン[69]）
- B: The Beginning（2018年、キリサメ〈幼少期〉[70]）
- 7SEEDS（2019年 - 2020年、虹子[71]） - 2シリーズ
- キャノン・バスターズ（2019年、ヒルダ[72]）
- ニンジャラ 美しき侵入者（2020年、ジェーン[73]）
- T・Pぼん（2024年、ロヒラ）

### ゲーム
- テニスの王子様シリーズ（越前リョーマ、昆川純平）

2001年
- ときめきメモリアル3 〜約束のあの場所で〜（神条芹華）

2002年
- アンリミテッド:サガ（レベッカ、プラティフィラム）

2003年
- トリスティアどき! どき! オペレーション（グレイ・ゴースト）
- 北へ。〜Diamond Dust〜（まふゆ、森永冬真）

2004年
- アニメバトル 烈火の炎 FINAL BURNING（亜希）
- 幕末恋華 新選組（山崎烝）
- パワードール6（エレナ・エレシナ）
- Remember11 -the age of infinity-（楠田ゆに）

2005年
- 蒼い空のネオスフィア（フェアリ・ハイヤフライ / グレイ・ゴースト）
- コロッケ!DS 天空の勇者たち（ウインナー）
- サクラ大戦V 〜さらば愛しき人よ〜（サジータ・ワインバーグ）
- 零 －刺青ノ聲－（黒澤怜、久世零華）
- DEAD OR ALIVE 4（エリオット）
- NANA（大崎ナナ）
- VM JAPAN（キリ）
- リバースムーン（イレス・ルファード）
- ロマンシング サガ -ミンストレルソング-（シェリル、コンスタンツ、シェラハ）

2006年
- ARIA The NATURAL 〜遠い記憶のミラージュ〜（晃・E・フェラーリ）
- 格闘美神 武龍（曹春楊）
- カメオ:エレメンツ オブ パワー（カルス）
- 幻想水滸伝V（ゼラセ、主人公B、ロイ、ヨラン）
- デカロン（エゴター、メリエル、バートル、バルーナ、カルメン）
- .hack//G.U. Vol.2 君想フ声（鵜池 トオル）
- 任侠伝 渡世人一代記（お蘭）
- ネギま!? 超 麻帆良大戦 かっとイ〜ン☆契約執行でちゃいますぅ（雪広あやか）
- バテン・カイトスII 始まりの翼と神々の嗣子（パロロ2世）

2007年
- 少年陰陽師 翼よいま、天へ還れ（玄武）
- ドラゴンシャドウスペル（ジェフティ・トート）
- トラスティベル 〜ショパンの夢〜（ワルツ）
- ネギま!? 超 麻帆良大戦チュウ チェックイ〜ン全員集合! やっぱり温泉来ちゃいましたぁ（雪広あやか）
- 幕末恋華 花柳剣士伝（鹿取菊千代）
- THE BATTLE OF 幽☆遊☆白書 〜死闘! 暗黒武術会〜 120%フルパワー（乱童）

2008年
- ARIA The ORIGINATION 〜蒼い惑星のエルシエロ〜（晃・E・フェラーリ）
- インフィニット アンディスカバリー（ドミニカ、レイム）
- Coded Soul -受け継がれしイデア-（ゲイル）
- コードギアス 反逆のルルーシュ LOST COLORS（コーネリア・リ・ブリタニア）
- テイルズ オブ ハーツ（インカローズ）
- ドラマチックダンジョン サクラ大戦 〜君あるがため〜（サジータ・ワインバーグ）
- ふしぎ遊戯 朱雀異聞（柳宿）
- ラストレムナント（ロエアス）

2009年
- グランディア オンライン（ラルガ族〈女〉）
- サモンナイトX 〜Tears Crown〜（ルーガ）
- なりそこない英雄譚〜太陽と月の物語〜（デニッシュ）
- 遊☆戯☆王ファイブディーズ タッグフォース4（ミスティ・ローラ）

2010年
- 英雄伝説 零の軌跡（ワジ・ヘミスフィア）
- .hack//Link（シューゴ）

2011年
- 英雄伝説 碧の軌跡（ワジ・ヘミスフィア）
- エルシャダイ（イシュタール）
- キャサリン（石田☆ルウ、アスタロト、エリカ・アンダーソン）
- 第2次スーパーロボット大戦Z 破界篇 / 再世篇（コーネリア・リ・ブリタニア）
- 超次元ゲイム ネプテューヌmk2（下っ端）
- DEAD OR ALIVE Dimensions（エリオット）
- デビルサバイバー オーバークロック（ハル / 春沢芳野）
- FRONTIER GATE（オルガ）
- マビノギ英雄伝（フィオナ、ドウィン）
- マブラヴ オルタネイティヴ クロニクルズ 憧憬（ブリギッテ・ベスターナッハ）
- 遊☆戯☆王ファイブディーズ タッグフォース6（ミスティ・ローラ）

2012年
- 英雄伝説 零の軌跡 Evolution（ワジ・ヘミスフィア）
- SDガンダム GGENERATION（2012年 - 2020年、コード・アメリアス / アメリアス、マイキャラクターボイス女性20〈CROSSRAYS〉） - 3作品
- 鬼武者Soul（小姓、宇都宮広綱、京極高次、茶屋四郎次郎、長谷川秀一、堀秀政、柳生厳勝 他）
- グラナド・エスパダ（ヘイラン）
- 幻想水滸伝 紡がれし百年の時（エルミオーネ、ポロック）
- 新・光神話 パルテナの鏡（ガイナス）
- DEAD OR ALIVE 5（エリオット）
- バイオハザード オペレーション・ラクーンシティ（エイダ・ウォン）
- バイナリー ドメイン（レイチェル・タウンゼント）

2013年
- スーパーロボット大戦UX（ヘベ・ゲッテル）
- テイルズ オブ ハーツ R（インカローズ）
- DEAD OR ALIVE 5 ULTIMATE（エリオット）
- バイオハザード6 Special Package（エイダ・ウォン）
- 花咲くまにまに（藤重橙太）

2014年
- 英雄伝説 碧の軌跡 Evolution（ワジ・ヘミスフィア）
- 鬼武者Soul カードラッシュ
- 超次次元ゲイム ネプテューヌRe;Birth2 SISTERS GENERATION（下っ端）
- ベヨネッタ2（ロキ、女性市民A）
- 魔法少女大戦 ZANBATSU（プリンセスローズ）
- GUILTY GEAR Xrd -SIGN-（聖皇アリエルス）

2015年
- グランブルーファンタジー（2015年 - 2024年、ガレス / ディンドラン、コスモス）
- Goes!（日向・エリ・ファース）
- DEAD OR ALIVE 5 LAST ROUND（エリオット）
- BAD APPLE WARS（ナラカ）
- PROJECT X ZONE 2:BRAVE NEW WORLD（エイダ・ウォン）
- LINE クロスレギオン（王妃ペルソナ）

2016年
- ARIA 〜AQUA RITMO〜（晃・E・フェラーリ）
- GUILTY GEAR Xrd -REVELATOR-（聖皇アリエルス）
- マジきゅんっ! ルネッサンス（近松珠里）
- League of Legends（フィオラ）

2017年
- エンドライド -X fragments-（セシリア）
- グリムノーツ Repage（酒呑童子、シャドウ・酒呑童子）

2018年
- ネギマテ UQ HOLDER! 〜魔法先生ネギま！２〜（雪広あやか）
- 幽☆遊☆白書 100%本気バトル（乱童）
- ダイダロス: ジ・アウェイクニング・オブ・ゴールデンジャズ（メリッサ）

2019年
- バイオハザード RE:2（エイダ・ウォン）
- キャサリン・フルボディ（エリカ）
- DEAD OR ALIVE 6（エリオット）
- セブンナイツ（パラヌス）
- ドラえもん のび太の月面探査記（ルカ）
- ブラッククローバー カルテットナイツ（メレオレオナ・ヴァーミリオン）
- スーパーロボット大戦DD（コーネリア・リ・ブリタニア）
- ポケモンマスターズ / EX（2019年 - 2024年、トウヤ）
- Alice Closet（チェスター）
- ドラゴンクエストXI 過ぎ去りし時を求めて S（ホメロス〈幼少期〉、ぱふぱふ娘〈エドゥリス〉）
- revisions next stage（進藤和希）
- 星鳴エコーズ（三好秋彦）
- デュエル・マスターズ プレイス（白凰）

2020年
- ぷよぷよ!!クエスト（2020年 - 2022年、セーラーウラヌス / スーパーセーラーウラヌス / エターナルセーラーウラヌス、越前リョーマ）
- 崩壊3rd（ジョイス）
- Moon & Star 〜イケメンタレントとマネージャーの物語〜（立花雨音）
- 英雄伝説 創の軌跡（ワジ・ヘミスフィア）
- ワールズエンドクラブ（たっつん）
- スーパーロボット大戦X-Ω（ウシロ〈宇白順〉）
- 原神（行秋）
- キャプテン翼〜たたかえドリームチーム〜（ピアソラ）
- アークナイツ（カタパルト、バイソン）
- クリスタル オブ リユニオン（ダビデ）

2021年
- NieR Re［in］carnation（流浪の少年）
- ブレイブリーデフォルトII（シャウラ・クラレンス）
- ブラウンダスト（スレイン）
- レッド:プライドオブエデン（ベスナデット）
- コードギアス Genesic Re;CODE（2021年 - 2022年、コーネリア・リ・ブリタニア）
- ワールドフリッパー（魔銃の復讐者 リュノン）

2022年
- コードギアス 反逆のルルーシュ ロストストーリーズ（2022年 - 2024年、コーネリア・リ・ブリタニア）
- モノクロームメビウス 刻ノ代贖（ムラサメ）
- ドラえもん のび太の牧場物語 大自然の王国とみんなの家（シルフ、イヌ）
- Echocalypse -緋紅の神約-（緋紅）
- ドラゴンクエスト トレジャーズ 蒼き瞳と大空の羅針盤（ディプロン、どくろだいじん族、ウィッシュドラゴ族、オーク族、サタンジェネラル族）

2023年
- WAR OF THE VISIONS ファイナルファンタジー ブレイブエクスヴィアス 幻影戦争（ビィガ）
- バイオハザード RE:4（エイダ・ウォン）
- ハリー・ポッター:魔法の覚醒（ダニエル・ペイジ）

2024年
- プリンセスコネクト！Re:Dive（シナツ）
- テイルズ オブ ザ レイズ（インカローズ）

2025年
- モンスターストライク（コーネリア・リ・ブリタニア）

### ドラマCD
- アイショタ（2019年、風見ヒカル）[注 6]
- 愛俺! 〜男子校の姫と女子校の王子〜 男子寮潜入編（揚羽撫子）
- 暁のヨナ（ユン）※コミックス第9巻初回限定版に同梱
- 暁のヨナ 斉国編1 寄せ集めの砦（ユン[128]）[注 7]
- 暁のヨナ 斉国編2 君のもとへ（ユン[128]）[注 8]
- アニメ店長B'店長候補生（夏目修三郎）
- ARIA The ANIMATION Drama CD シリーズ（晃・E・フェラーリ）
- ALMIGHTY×10（姫絽十雅）
- 斎姫異聞シリーズ（宮）
- おと×まほ（モエル）
- 神to戦国生徒会（柊ネム）
- カミヨミ（帝月）
- からっと!（メリッサ）
- キューティクル探偵因幡（因幡遥）
- 君と僕。（浅羽祐希）
- Captain HOOK love's lock. シリーズ（柴コ）
- 銀のヴァルキュリアス（ネストラ）
- 紅蓮の夢（ジャスミン[129]）※茅田砂胡 全仕事1993-2013 特別版
- 紅心王子（さくら紅次郎）
- 君主サマの恋は勝手!（白馬院梓）
- Goes!ドラマCDシリーズ（日向・エリ・ファース）
- コードギアス 反逆のルルーシュ（コーネリア）
- 困った時には星に聞け!（藤縞宝）
- さあ恋におちたまえ（坂下すすむ）
- 幸福喫茶3丁目（時枝健志）
- 沙漠の国の物語〜楽園の種子〜（ラビサ）※小説初回限定版に同梱
- 地獄堂霊界通信（椎名裕介）※コミックス第6巻ドラマCD付き特装版[130]
- 純情ミステイク（井坂龍一郎〈少年〉）
- 少年陰陽師 シリーズ（玄武）
- 私立クレアール学園 生徒会事件簿〜忘却の会長〜（宮澤壱）
- 素直になれ!（白馬院梓）
- ソード・ワールド へっぽこーずドラマCD（ノリス・ウェストイック）
- 聖痕のクェイサー（アレクサンドル＝ニコラエビッチ＝ヘル）※チャンピオンRED12月号・創刊5周年記念特別付録
- 黄昏乙女×アムネジア（新谷貞一）
- タビと道づれ（ユキタ）
- ダブル・バインド シリーズ（須貝美久）
- 天使×悪魔（ベルフェゴール）
- 天使祝詞（結）
- .hack//黄昏の腕輪伝説（シューゴ）
- 夏宵町の魔女さん-人形の館-（モニカ）
- 成恵の世界（七瀬香奈花）
- NAKED BLACK（ハル）
- 悩殺ジャンキー（梶原海）※『花とゆめ』付録・全員サービス
- 鋼の錬金術師 砂礫の大地（エドワード・エルリック）
- 花嫁はマリッジブルー（麻生美花）
- はやて×ブレード（神門玲）
- PandoraHearts（オズ＝ベザリウス）
- ヴァンパイア騎士（早園瑠佳）※『LaLa』付録・全員サービス
- Vie Durant シリーズ（弥衣[bi]）
- ビューティーポップ（小柴綺里）
- FOOKIES（藤木和馬）
- ベリーベリー（氷上樹里）
- 放課後の悩めるカンケイ（真島弥生）
- ポーの一族 第6巻（キリアン）
- 魔法先生ネギま! シリーズ（雪広あやか）
- 真夜中の弥次さん喜多さん 愛と幻覚のセレナーデ（奪衣婆）
- 身代わり伯爵の結婚（ルーディ〈ルドルフ・ルディアス〉）
- MR.MORNING（トーキィ・トーイ）
  - MR.APPLICANT（トーキィ・トーイ[131]）
- 女神異聞録デビルサバイバー（春沢芳野〈ハル〉）
- 桃組プラス戦記（桃園祐喜）※月刊Asuka全員サービス
- 妖玄坂不動さん 〜その瞳にうつるもの〜（高丸桐）
- ライアー×ライアー（周[132]）※コミックス4巻特装版付属CD
- 楽園ルウト（青藍）
- LOVELESS シリーズ（青柳立夏）
- ローゼンクロイツ（セシル）
- WORKING!!（白藤杏子）
- ワールドエンブリオ（リク〈天海陸〉）※コミックス第10・11巻ドラマCD付き特装版[133]

### 吹き替え

#### 担当女優
ケリー・ワシントン
- ザ・プロム（ミセス・グリーン）
- スキャンダル 託された秘密（オリヴィア・ポープ）
- スクール・フォー・グッド・アンド・イービル（ダヴィー教授）
- リトル・ファイアー〜彼女たちの秘密（ミア・ウォレン）

レベッカ・ファーガソン
- ヘラクレス（2014年、ユージニア）
- ドクター・スリープ（2020年、ローズ・ザ・ハット）
- デューンシリーズ（2021年 - 2024年、レディ・ジェシカ）
  - DUNE/デューン 砂の惑星
  - デューン 砂の惑星PART2

#### 映画
- E.T. ※DVD版
- ガールファイト（マルチネス校長）
- ザ・マウンテン 決死のサバイバル21日間（アレックス〈ケイト・ウィンスレット〉）
- ジェム&ホログラムス（エリカ〈ジュリエット・ルイス〉）
- JUSTICE 必殺（アンネ・コンロイ〈ケリー・ローワン〉）
- スランバーランド（エージェント・グリーン〈ウェルシュ・オピア〉）
- デッドプール2（ラッセル・コリンズ / ファイヤーフィスト〈ジュリアン・デニソン〉[138]）
- DRAGON BLADE
- ドリンキング・バディーズ 飲み友以上、恋人未満の甘い方程式（ケイト〈オリヴィア・ワイルド〉）
- パージ:大統領令（レイニー・ラッカー）
- バイオハザードV リトリビューション（エイダ・ウォン〈リー・ビンビン〉[139]）※テレビ朝日版（デラックスエディションBlu-ray収録）
- ファイヤークラッシュ
- ファイブ・ガールズ 呪われた制服（2008年、マーラ〈ジョーダン・マドリー〉[140]）DVD
- ブルー・クラッシュ（エデン〈ミシェル・ロドリゲス〉）
- ブルースプラッシュ
- プレデターズ（イザベル〈アリシー・ブラガ〉）
- マーベル・シネマティック・ユニバース（ナキア〈ルピタ・ニョンゴ〉）
  - ブラックパンサー[141]
  - ブラックパンサー/ワカンダ・フォーエバー[142]
- ミッシング・サン（サラ〈オリヴィア・ワイルド〉）
- Mute/ミュート（ナディーラ〈セイネブ・サレハ〉）
- 無影剣 -SHADOWLESS SWORD-（ヨン・ソハ〈ユン・ソイ〉）
- メサイア 血塗られた救世主（メル〈マーシャ・トマソン〉）
- 私の居場所の見つけかた（リタ〈ケイティ・ホームズ〉）

#### ドラマ
- アメリカン・クライム・ストーリー/ヴェルサーチ暗殺（ドナテラ・ヴェルサーチ〈ペネロペ・クルス〉[143]）
- ALCATRAZ/アルカトラズ（レベッカ・マドセン〈サラ・ジョーンズ〉）
- ER緊急救命室
  - シーズン7 #1（チアリーダー〈ラリッサ・ラレンヌ〉）、#18（クイン〈ジェイ・ルソー〉）
  - シーズン14 #18（ロイス/ロニー・ランドリー〈マリーナ・ベネディクト〉）
- NCIS: ニューオーリンズ（メレディス・“メリー”・ブロディ〈ゾーイ・マクラーレン〉）
- オリジナルズ（カミーユ・オコンネル〈リー・パイプス〉）
- グッド・ワイフ3（デイナ）
- ゲーム・オブ・スローンズ（2015年 - 2016年[144]、クレイン〈エッシー・デイヴィス〉、カーシ〈ビアギッテ・ヨート・スレンセン〉）
- コールドケース2 #3（ダニエラ）
- CSI:科学捜査班
  - シーズン3 #19
  - シーズン9 #3-（ライリー・アダムス〈ローレン・リー・スミス〉）
- 私立探偵マグナム（ハンナ〈ジョーダナ・ブリュースター〉）
- セーフハウス〜もう一人の殺人鬼〜（2018年、ジェーン・バー警部〈スネトラ・サーカー〉[145]）
- TOUCH/タッチ（マギー）
- デューン/砂の惑星（イルラン〈ジュリー・コックス〉）
- パワーレンジャー・ロスト・ギャラクシー（マシューの母）
- ファーストレディ（ミシェル・オバマ〈ヴィオラ・デイヴィス〉[146]）
- プライベート・プラクティス 迷えるオトナたち
  - シーズン1 #5
  - シーズン3（エミリー）
  - シーズン4（ジャネル・ラムジー〈ナオコ・モリ〉）
- ボディ・オブ・プルーフ 死体の証言（サマンサ・ベイカー〈ソーニャ・ソーン〉）
- ホワイトカラー（スー・ラム）
- メア・オブ・イーストタウン / ある殺人事件の真実（メア・シーアン〈ケイト・ウィンスレット〉[147]）
- ライ・トゥ・ミー 嘘は真実を語る（リア・トーレス〈モニカ・レイマンド〉）

#### アニメ
- ヘイ・アーノルド! ムービー（2002年、アーノルド[148]）
- バイオハザード ダムネーション（2012年、エイダ・ウォン）
- パウ・パトロール ザ・ムービー（2021年、ケンドラ・ウィルソン[149]）
- ホワット・イフ...?（2024年、ナキア）

### 特撮
- ウルトラQ dark fantasy（2004年、金髪少年の声）
- 大魔神カノン（2010年、ブチンコの声、ナレーション）

### イベントDVD
- ときめきメモリアル SUPER LIVE 2 DVD
- 魔法先生ネギま!麻帆良学園中等部2-A:ホームルーム
- ネギま! 大麻帆良祭
- ネギま!?purinces festival
- テニスの王子様 100曲マラソン DVD
- テニプリフェスタ2009 DVD
- テニプリフェスタ2011 in 武道館 DVD
- テニプリフェスタ2013
- テニプリフェスタ2016　合戦
- 恋華の宴-寿
- 恋華の宴-舞

### ラジオ
※はインターネット配信。
- 皆川純子の『みなラジ』。（WEBラジオ）
- テニスの王子様 オン・ザ・レイディオ（2003年 - 2011年、文化放送）
- KAM Come キングダム（2003年 - 2004年、茨城放送）
- 純子と涼のアシタヘストライク!（2003年 - 2007年、文化放送）
- AZUのラジオ（2006年 - 2007年、ラジオ大阪）
- 皆川純子のビタミンR（2007年、超!放送局※）
- めいめいもう!皆川純子のセンゾガエル!（2008年、ラジオ大阪）
- パンドララジオ〜アヴィスの使者がやってくる!?〜（2009年、メディファクラジオ※）
- 新テニスの王子様 オン・ザ・レイディオ（2012年 - 、文化放送）
- Goes!〜六陽魔法高校2年C組へようこそ〜（2015年、音泉※）
- TVアニメ「SUPER LOVERS 2」RADIO LOVERS[注 9]（2016年 - 2017年、音泉※）[150]

### ラジオドラマ
- NHK-FM 青春アドベンチャー『93番目のキミ』（2014年[151] ）

### デジタルコミック
- 花とゆめ
  - 学園アリス（2004年、乃木流架[152]）
  - フルーツバスケット（2013年、草摩慊人[153]）
- VOMIC
  - 放課後の王子様（越前リョーマ）
  - ワールドトリガー（空閑遊真[154]）

### 舞台
- サクラ大戦シリーズ（サジータ・ワインバーグ）
  - 紐育レビュウショウ〜歌う♪大紐育♪〜（2006年3月18日 - 19日、新宿文化センター）[155]
  - 武道館ライブ 〜帝都・巴里・紐育〜（2007年5月13日、日本武道館）[156]
  - 紐育レビュウショウ〜歌う♪大紐育♪2〜（2007年7月15日 - 18日、日本青年館）[157]
  - 紐育レビュウショウ〜歌う♪大紐育♪3〜ラストショウ（2008年8月27日 - 31日、天王洲 銀河劇場）[158]
  - 巴里花組＆紐育星組ライブ2010 〜可憐な花々 煌めく星々〜（2010年12月10日 - 12日、青山劇場）[159]
  - 紐育星組ライブ2011〜星を継ぐもの〜（2011年7月29日 - 31日、日本青年館）[160]
  - 武道館ライブ2 〜帝都・巴里・紐育〜（2011年10月7日、日本武道館）[161]
  - 紐育星組ライブ2012 〜誰かを忘れない世界で〜（2012年8月31日 - 9月2日、日本青年館）[162]
  - 紐育星組ショウ2013 〜ワイルド・ウエスト・希望〜（2013年7月26日 - 28日、日本青年館）[163]
  - 紐育星組ショウ2014 〜お楽しみはこれからだ〜（2014年8月29日 - 31日、日本青年館）[164]
- 音楽朗読劇 VOICARION II〜GHOST CLUB〜（2017年8月31日[165] - 9月6日[166]、シアタークリエ） - デズモンド・クロフト卿 役[167]

### ラジオ・朗読CD
- 院内彼氏（間宮千尋）※同人CD
- 「SUPER LOVERS」ラジオCD ※『エメラルド』2016年春の号付録
- ニック・シャドウの真夜中の図書館クリスマスBOX I 1 - 4
- ニック・シャドウの真夜中の図書館クリスマスBOX II 5 - 8
- 戦国武将物語〜姫編〜（第六話「茶々物語」）
- パンドララジオ スペシャルCD Vol.1 - 3
- パンドララジオ 〜アヴィスの使者がやってくる!?〜 出張版（『月刊Gファンタジー』2009年8月号付録）
- honeybee 羊でおやすみシリーズ Vol.17 「おやすみのその前に」
- 皆川純子のビタミンR+ vol.1 - 3

### CM
- 週刊少年マガジン 魔法先生ネギま!（雪広あやか役 2007年2月度）
- TAKARA TOMYカードゲーム デュエルマスターズ スーパーデッキ・ゼロ（2007年7月）
- ゴマブックスニックシャドウの真夜中の図書館（ニックシャドウ役 2008年4月）
- 伊藤園ビタミンフルーツ 熟パイン（ナレーション 2008年）
- 角川書店月刊Asuka9月号（桃園祐喜役 2008年）
- ニンテンドーDS幕末恋華新選組DS（主題歌 2008年秋）
- FictionJunction マキシシングル「Parallel Hearts」（ナレーション 2009年4月）
- 上達!まんがのテクニック

### ナレーション
- 三宅式こくごドリル（ナレーション）
- 追跡!AtoZ（ナレーター）
- テレメンタリー[168]（ナレーション）

### パチンコ
- CR魔法先生ネギま!（2017年、雪広あやか[169]）

### その他コンテンツ
- 「テニスの王子様 Original Video Animation 全国大会篇 INVITATION DVD」（顔出し）
- ペットロボットAIBO（ソニー）
- SRECIAL EDITION 2008.4 LIMITED VERSION Newtype4月号付録DVD（顔出し）
- 『ティアラ!』 ふろくドラマCD ティアラ名作劇場「人魚ひめ」（王子、ナレーション）
- 『ワールドトリガー』少年ジャンプ公式PV（2013年、空閑遊真[170]）
- オーディオドラマ『グランブルーファンタジー OTOCA「亡国の四騎士」』（2016年、ガレス）
- 『至上の印象派展  ビュールレ・コレクション』（2018年、国立新美術館）ジュニア版音声ガイド[171]
- Clock over ORQUESTA（2021年 - 、桜小路二香（少年）[172]）
- GANTZ:E コミックス第2巻発売記念PV（2021年、政吉[173]）

## ディスコグラフィ

### シングル
| 枚  | 発売日        | タイトル                | 規格品番 | 最高位 |
| --- | ------------- | ----------------------- | -------- | ------ |
| 1st | 2003年6月4日  | Say Hello               |          |        |
| 2nd | 2004年4月21日 | TRUTH/Darkness of chaos |          |        |
| 3rd | 2005年1月26日 | Endless way             |          |        |
| 4th | 2006年2月22日 | De Ja Vu                |          |        |
| 5th | 2007年1月24日 | SHOUT IT LOUD           |          |        |
| 6th | 2008年3月14日 | Forever & ever          |          |        |

### アルバム
| 枚  | 発売日         | タイトル       | 規格品番 | 最高位 |
| --- | -------------- | -------------- | -------- | ------ |
| 1st | 2003年8月23日  | Future of Blue |          |        |
| 2nd | 2005年4月27日  | アイコトバ     |          |        |
| 3rd | 2007年5月10日  | ビタミンJ      |          |        |
| 4th | 2007年11月22日 | My Journey     |          |        |

### キャラクターソング
| 発売日   | 商品名                                                                                 | 歌 | 楽曲 | 備考                                                                             |
| 2002年   | 2002年                                                                                 | 2002年 | 2002年 | 2002年                                                                           |
| -------- | -------------------------------------------------------------------------------------- | --- | --- | -------------------------------------------------------------------------------- |
| 7月3日   | THE BEST OF SEIGAKU PLAYERS I Ryoma Echizen                                            | 越前リョーマ（皆川純子） | 「RISING」 | テレビアニメ『テニスの王子様』関連曲                                             |
| 11月6日  | WHITE LINE                                                                             | 青酢 | 「WHITE LINE」 | テレビアニメ『テニスの王子様』エンディングテーマ                                 |
| 11月6日  | WHITE LINE                                                                             | 青酢 | 「Happy×2☆Day!!」 | テレビアニメ『テニスの王子様』関連曲                                             |
| 2003年   |                                                                                        | | |                                                                                  |
| 3月5日   | cool E                                                                                 | 越前リョーマ（皆川純子） | 「RISING-SCENE FROM 2002.07.03-」 「NEVER END」 「夢のありか」 「Thank you for…」 「THERE」 「future」 「WHITE LINE -RYOMA with JUNKO BGV Version-」 「believe myself」                                                                                                | テレビアニメ『テニスの王子様』関連曲                                             |
| 3月5日   | cool E                                                                                 | 越前リョーマ（皆川純子）、竜崎桜乃（高橋美佳子）、越前南次郎（松山鷹志）、竜崎スミレ（尾小平志津香）                             | 「between you & me〜ここだけの話〜」 | テレビアニメ『テニスの王子様』関連曲                                             |
| 3月5日   | cool E                                                                                 | 越前リョーマ（皆川純子）、カルピン（中川玲）                                                                                     | 「キミが待つ家（うち）まであと6分」 | テレビアニメ『テニスの王子様』関連曲                                             |
| 3月5日   | cool E                                                                                 | 越前リョーマ（皆川純子）、桃城武（小野坂昌也）                                                                                   | 「FLYING BICYCLE」 | テレビアニメ『テニスの王子様』関連曲                                             |
| 5月1日   | future/WHITE LINE arrange C                                                            | 越前リョーマ（皆川純子） | 「WHITE LINE arrange C」 | テレビアニメ『テニスの王子様』関連曲                                             |
| 10月22日 | Don't Look Back                                                                        | 青酢 | 「Don't Look Back」 「FREEDOM」 | ラジオ『テニスの王子様 オン・ザ・レイディオ』オープニングテーマ                  |
| 10月22日 | BIRTHDAY 〜歩き始めた日〜                                                              | 青酢 | 「BIRTHDAY 〜歩き始めた日〜」 | テレビアニメ『テニスの王子様』関連曲                                             |
| 2004年   |                                                                                        | | |                                                                                  |
| 3月26日  | 宝石                                                                                   | 漢声B-Voice | 「宝石」 | 『アニメ店長B'店長候補生』関連曲                                                 |
| 3月26日  | 宝石                                                                                   | 夏目修三郎（皆川純子） | 「宝石」 | 『アニメ店長B'店長候補生』関連曲                                                 |
| 4月28日  | Dreaming on the Radio                                                                  | 越前リョーマ（皆川純子） | 「Dreaming on the Radio」 | ラジオ『テニスの王子様 オン・ザ・レイディオ』エンディングテーマ                  |
| 5月1日   | 出席番号のうた                                                                         | 麻帆良学園中等部2-A | 「出席番号のうた」 | テレビアニメ『魔法先生ネギま！』関連曲                                           |
| 7月7日   | SR                                                                                     | 越前リョーマ（皆川純子） | 「FIGHT TO THE END」 「LOADED SOUL」 「Another story」 「LIFE GOES ON」 「CRYING SKY」 「ふたり」 「REALIZE」 「ミンナココニイタ」 「Clear」 「Youthful days」 「Don’t Look Back〜ECHIZEN SOLO VERSION〜」 「夕暮れ」 「Dreaming on the Radio〜SR TYPE〜」 「ICHIGAN」 | テレビアニメ『テニスの王子様』関連曲                                             |
| 7月7日   | SR                                                                                     | 越前リョーマ（皆川純子）、手塚国光（置鮎龍太郎）                                                                                 | 「アリガト」 | テレビアニメ『テニスの王子様』関連曲                                             |
| 7月7日   | SR                                                                                     | 越前リョーマ（皆川純子）、菊丸英二（高橋広樹）                                                                                   | 「飛んで！回って！また来週？ 〜リョーマがいっぱい〜」 | テレビアニメ『テニスの王子様』関連曲                                             |
| 7月7日   | SR                                                                                     | 越前リョーマ（皆川純子）、乾貞治（津田健次郎）、海堂薫（喜安浩平）                                                               | 「MILK」 | テレビアニメ『テニスの王子様』関連曲                                             |
| 7月7日   | SR                                                                                     | 越前リョーマ（皆川純子）、大石秀一郎（近藤孝行）                                                                                 | 「君はどこまでも」 | テレビアニメ『テニスの王子様』関連曲                                             |
| 7月7日   | SR                                                                                     | 越前リョーマ（皆川純子）、不二周助（甲斐田ゆき）                                                                                 | 「STAND UP」 | テレビアニメ『テニスの王子様』関連曲                                             |
| 7月7日   | SR                                                                                     | 越前リョーマ（皆川純子）、堀尾聡史（山崎樹範）、加藤勝郎（中川玲）、水野カツオ（渡辺慶）、桃城武（小野坂昌也）、河村隆（川本成） | 「We Love SEIGAKU」 | テレビアニメ『テニスの王子様』関連曲                                             |
| 8月18日  | ミンナココニイタ -2004.8.18 ライヴメモリアルヴァージョン-                              | 越前リョーマ（皆川純子） | 「ミンナココニイタ -2004.8.18 ライヴメモリアルヴァージョン-」 | テレビアニメ『テニスの王子様』関連曲                                             |
| 9月23日  | 魔法先生ネギま! 麻帆良学園中等部2-A 12月：雪広あやか                                   | 雪広あやか（皆川純子） | 「雨あがりの天使」 「雨あがりの天使（Remix ver.）」 | テレビアニメ『魔法先生ネギま！』関連曲                                           |
| 10月20日 | 七つの海の物語〜Pearls of Mermaid〜                                                    | ミケル（皆川純子） | 「翼を抱いて」 | テレビアニメ『マーメイドメロディー ぴちぴちピッチ ピュア』挿入歌                 |
| 2005年   |                                                                                        | | |                                                                                  |
| 1月29日  | 青空のプレゼント                                                                       | 漢声B-Voice | 「青空のプレゼント」 | 『アニメ店長B'店長候補生』関連曲                                                 |
| 1月29日  | 青空のプレゼント                                                                       | 夏目修三郎（皆川純子） | 「青空のプレゼント」 | 『アニメ店長B'店長候補生』関連曲                                                 |
| 4月13日  | 約束/We Love SEIGAKU-ありがとうを込めて-                                               | 越前リョーマ（皆川純子） | 「約束」 | テレビアニメ『テニスの王子様』関連曲                                             |
| 4月13日  | 約束/We Love SEIGAKU-ありがとうを込めて-                                               | SEIGAKU NINE PLAYERS | 「We Love SEIGAKU-ありがとうを込めて-」 | テレビアニメ『テニスの王子様』関連曲                                             |
| 7月6日   | 地上の戦士/ここはパラダイス 〜リトルリップ・シアターのテーマ〜                         | 紐育華撃団・星組 | 「地上の戦士」 | ゲーム『サクラ大戦V 〜さらば愛しき人よ〜』オープニングテーマ                     |
| 7月6日   | ハッピー☆マテリアル 6月度：The Early Summer version                                    | 麻帆良学園中等部2-A | 「ハッピー☆マテリアル」 | テレビアニメ『魔法先生ネギま！』オープニングテーマ                               |
| 7月6日   | Gather                                                                                 | 青と瓶と缶 | 「Gather」 | 劇場アニメ『テニスの王子様』関連曲                                               |
| 8月3日   | サクラ大戦V 〜さらば愛しき人よ〜 ボーカルコレクション紐育歌謡全集                      | サジータ・ワインバーグ（皆川純子）                                                                                               | 「ダウンタウン・ハート」 | ゲーム『サクラ大戦V 〜さらば愛しき人よ〜』関連曲                                 |
| 8月3日   | サクラ大戦V 〜さらば愛しき人よ〜 ボーカルコレクション紐育歌謡全集                      | 紐育華撃団・星組 | 「Kiss me sweet」 | ゲーム『サクラ大戦V 〜さらば愛しき人よ〜』エンディングテーマ                     |
| 8月3日   | ハッピー☆マテリアル/輝く君へ〜Peace                                                    | 麻帆良学園中等部2-A | 「ハッピー☆マテリアル」 | テレビアニメ『魔法先生ネギま！』オープニングテーマ                               |
| 8月3日   | ハッピー☆マテリアル/輝く君へ〜Peace                                                    | 麻帆良学園中等部2-A | 「輝く君へ〜Peace」 | テレビアニメ『魔法先生ネギま！』エンディングテーマ                               |
| 8月10日  | これが私の御主人様 CHARACTER ALBUM - 001 IZUMI                                         | 中林義貴（皆川純子） | 「デカくなれ-俺様的な世界-」 | テレビアニメ『これが私の御主人様』関連曲                                         |
| 12月24日 | PROGRESS                                                                               | 越前リョーマ（皆川純子） | 「白い世界で君と」 「風に乗っかって」 「ふたりきりのMerry Christmas」 | テレビアニメ『テニスの王子様』関連曲                                             |
| 12月24日 | PROGRESS                                                                               | 越前リョーマ（皆川純子）、許斐剛                                                                                                 | 「GO」 | テレビアニメ『テニスの王子様』関連曲                                             |
| 2006年   |                                                                                        | | |                                                                                  |
| 3月22日  | 灼眼のシャナ Assorted Shana VOL.II                                                     | カムシン（皆川純子） | 「tough」 | テレビアニメ『灼眼のシャナ』関連曲                                               |
| 5月31日  | Flower -咲乱華                                                                         | GIGS | 「Flower -咲乱華」 | OVA『テニスの王子様 全国大会篇』オープニングテーマ                               |
| 7月31日  | Future Scramble/サテライト                                                             | 漢声B-Voice | 「Future Scramble」 「サテライト」 | 『アニメ店長B'店長候補生』関連曲                                                 |
| 7月31日  | Future Scramble/サテライト                                                             | 夏目修三郎（皆川純子） | 「Future Scramble」 「サテライト」 | 『アニメ店長B'店長候補生』関連曲                                                 |
| 12月16日 | Everything                                                                             | 越前リョーマ（皆川純子） | 「Everything」 「ふたりきりのMerry Christmas 〜Sweet Island Mix〜」 | テレビアニメ『テニスの王子様』関連曲                                             |
| 2007年   |                                                                                        | | |                                                                                  |
| 1月24日  | ネギま!? 1000%BOX                                                                      | 雪広あやか（皆川純子）、佐々木まき絵（堀江由衣）、古菲（Hazuki）                                                                 | 「1000%SPARKING!」 | テレビアニメ『ネギま!?』オープニングテーマ                                       |
| 1月24日  | ネギま!? 1000%BOX                                                                      | 雪広あやか（皆川純子）、佐々木まき絵（堀江由衣）、古菲（Hazuki）                                                                 | 「A-LY-YA!」 | テレビアニメ『ネギま!?』エンディングテーマ                                       |
| 1月31日  | 抱えたキセキ                                                                           | 青酢 | 「抱えたキセキ」 | OVA『テニスの王子様 2nd』オープニングテーマソング                                |
| 3月7日   | ネギま!? うたのCD（2）                                                                 | 雪広あやか（皆川純子） | 「永遠のときを越えて」 | テレビアニメ『ネギま!?』関連曲                                                   |
| 3月7日   | ネギま!? うたのCD（2）                                                                 | 神楽坂明日菜（神田朱未）、雪広あやか（皆川純子）                                                                                 | 「Sugar Memory」 | テレビアニメ『ネギま!?』関連曲                                                   |
| 6月27日  | サクラ大戦 Review In Little Lip Theater II                                             | サジータ・ワインバーグ（皆川純子）、九条昴（園崎未恵）                                                                           | 「ポアゾン〜クレオパトラより〜」 | OVA『サクラ大戦 ニューヨーク・紐育』エンディングテーマ                           |
| 7月6日   | 少年陰陽師 キャラクターソング 花鳥風月 〜残月〜                                        | 玄武（皆川純子） | 「朧月」 | テレビアニメ『少年陰陽師』関連曲                                                 |
| 9月26日  | Wonder Land                                                                            | 越前リョーマ（皆川純子） | 「Wonder Land」 | テレビアニメ『テニスの王子様』関連曲                                             |
| 11月28日 | 幕末恋華・花柳剣士伝 キャラクターソング〜其ノ肆〜                                      | 鹿取菊千代（皆川純子） | 「無」 | ゲーム『幕末恋華 花柳剣士伝』関連曲                                              |
| 2008年   |                                                                                        | | |                                                                                  |
| 3月26日  | We are Clover                                                                          | 漢声B-Voice | 「Clover」 | 『アニメ店長B'店長候補生』関連曲                                                 |
| 3月26日  | We are Clover                                                                          | 夏目修三郎（皆川純子） | 「Clover」 | 『アニメ店長B'店長候補生』関連曲                                                 |
| 4月23日  | Dear Prince〜テニスの王子様達へ〜                                                      | イケメン侍 | 「Dear Prince〜テニスの王子様達へ〜」 | OVA『テニスの王子様OVA 全国大会篇 Final』エンディングテーマ                      |
| 4月30日  | ICHIGAN 〜2008バージョン〜                                                             | 越前リョーマ（皆川純子） | 「ICHIGAN 〜2008バージョン〜」 | テレビアニメ『テニスの王子様』関連曲                                             |
| 8月6日   | サクラ大戦 Revue in Little Lip Theater III                                             | 紐育華撃団・星組 | 「シンフォニー ウイズ フレンド」 「5つのレシピ」 | 『サクラ大戦V』関連曲                                                            |
| 8月6日   | サクラ大戦 Revue in Little Lip Theater III                                             | サジータ・ワインバーグ（皆川純子）、リカリッタ・アリエス（齋藤彩夏）                                                             | 「ジョージア」 | 『サクラ大戦V』関連曲                                                            |
| 8月6日   | ACROSS MY LINE                                                                         | 越前リョーマ（皆川純子） | 「ACROSS MY LINE」 | OVA『テニスの王子様 Original Video Animation 全国大会篇』オープニングテーマ      |
| 8月27日  | ハッピー☆マテリアル リターン                                                           | 麻帆良学園中等部3-A | 「ハッピー☆マテリアル リターン」 | OVA『魔法先生ネギま! 〜白き翼 ALA ALBA〜』オープニングテーマ                     |
| 8月27日  | ハッピー☆マテリアル リターン                                                           | 麻帆良学園中等部3-A | 「輝く君へ」 「A-LY-YA」 | OVA『魔法先生ネギま! 〜白き翼 ALA ALBA〜』関連曲                                 |
| 2009年   |                                                                                        | | |                                                                                  |
| 1月1日   | 青酢のシングルスベスト                                                                 | 青酢 | 「また君と」 | テレビアニメ『テニスの王子様』関連曲                                             |
| 1月24日  | 天上の華                                                                               | 山崎烝（皆川純子） | 「天上の華」 | ゲーム『幕末恋華 新撰組DS』オープニングテーマ                                    |
| 4月1日   | 50/50                                                                                  | 越前リョーマ（皆川純子）、遠山金太郎（杉本ゆう）                                                                                 | 「50/50」 | テレビアニメ『テニスの王子様』関連曲                                             |
| 4月1日   | 50/50                                                                                  | 越前リョーマ（皆川純子） | 「花びらの行方」 | テレビアニメ『テニスの王子様』関連曲                                             |
| 6月17日  | brand-new HEAVEN                                                                       | 青春ソーダ | 「brand-new HEAVEN」 | テレビアニメ『テニスの王子様』関連曲                                             |
| 7月29日  | PandoraHearts パンドララジオスペシャルCD Vol.1 〜華麗なる美食対決〜                    | オズ＝ベザリウス（皆川純子） | 「swear to…」 | テレビアニメ『PandoraHearts』関連曲                                              |
| 8月6日   | J                                                                                      | 越前リョーマ（皆川純子） | 「Dear Prince〜テニスの王子様達へ〜」 「STARTING OVER」 | テレビアニメ『テニスの王子様』関連曲                                             |
| 2010年   |                                                                                        | | |                                                                                  |
| 9月15日  | 1 2 3 4 5 Ready Go!                                                                    | 脱帽 | 「1 2 3 4 5 Ready Go!」 | テレビアニメ『テニスの王子様』関連曲                                             |
| 4月21日  | 戦場のヴァルキュリア ソングコレクション                                                | ロージー（皆川純子） | 「空は蒼いまま」 「うそつき」 | テレビアニメ『戦場のヴァルキュリア』関連曲                                       |
| 12月15日 | Love Festival                                                                          | テニプリオールスターズ | 「Love Festival」 | テレビアニメ『テニスの王子様』関連曲                                             |
| 12月15日 | Love Festival                                                                          | 許斐剛 featuring 越前リョーマ（皆川純子）                                                                                        | 「フェスティバルは突然に」 | テレビアニメ『テニスの王子様』関連曲                                             |
| 12月15日 | Love Festival 期間限定生産盤A                                                          | テニプリオールスターズ 選抜A | 「Love Festival」 | テレビアニメ『テニスの王子様』関連曲                                             |
| 2011年   |                                                                                        | | |                                                                                  |
| 2月23日  | 愛が香るころに                                                                         | 帝都花組、巴里花組、紐育星組 | 「愛が香るころに」 | 「サクラ大戦シリーズ」関連曲                                                     |
| 8月24日  | 桜風に約束を -旅立ちの歌-                                                              | ネギ・スプリングフィールド&麻帆良学園中等部3-A                                                                                   | 「桜風に約束を -旅立ちの歌-」 | 劇場アニメ『劇場版 魔法先生ネギま！ ANIME FINAL』主題歌                          |
| 12月21日 | サクラ大戦 Revue in Little Lip Theater IV                                              | 紐育星組 | 「Stand up for Love」 | 『サクラ大戦V』関連曲                                                            |
| 12月21日 | サクラ大戦 Revue in Little Lip Theater IV                                              | サジータ・ワインバーグ（皆川純子）、リカリッタ・アリエス（齋藤彩夏）、ダイアナ・カプリス（松谷彼哉）                             | 「恋バナ」 | 『サクラ大戦V』関連曲                                                            |
| 2012年   |                                                                                        | | |                                                                                  |
| 2月22日  | ENJOY                                                                                  | 網球男児 | 「ENJOY」 | テレビ『新テニスの王子様』エンディングテーマ                                     |
| 5月16日  | Still                                                                                  | 越前リョーマ（皆川純子） | 「Still」 | テレビアニメ『テニスの王子様』関連曲                                             |
| 12月24日 | RYOMA                                                                                  | 越前リョーマ（皆川純子） | 「君のそばに」 「So Young!!」 「Under Pressure」 「Dear My Friend」 「レゾンデートル」 「ありったけの気持ち込めて」 「Dash for Dream」 「Shout up to the sky」 「なぜ」 「伝えたいんだ」 「風が舞うこの丘に                                                            | テレビアニメ『テニスの王子様』関連曲                                             |
| 12月24日 | RYOMA                                                                                  | 越前リョーマ（皆川純子）、跡部景吾（諏訪部順一）                                                                                 | 「7TH DIRECTION」 | テレビアニメ『テニスの王子様』関連曲                                             |
| 2013年   |                                                                                        | | |                                                                                  |
| 1月30日  | サクラ大戦 Revue in Little Lip Theater V                                               | 紐育星組 | 「いつも心にサンシャイン」 「君と会えて」 | 『サクラ大戦V』関連曲                                                            |
| 10月1日  | メガネ☆セブン                                                                          | メガネ☆セブン | 「メガネ☆セブン」 | テレビアニメ『テニスの王子様』関連曲                                             |
| 11月6日  | メガネ☆パーティー                                                                      | メガネ☆セブン | 「メガネ☆パーティー」 | テレビアニメ『テニスの王子様』関連曲                                             |
| 2014年   |                                                                                        | | |                                                                                  |
| 3月26日  | サクラ大戦 Revue in Little Lip Theater VI                                              | サジータ・ワインバーグ（皆川純子）、九条昴（園崎未恵）                                                                           | 「シンシナティ・クイーン」 | 『サクラ大戦V』関連曲                                                            |
| 3月26日  | サクラ大戦 Revue in Little Lip Theater VI                                              | 紐育星組 | 「KIRAKIRAと星を瞳に、また明日」 | 『サクラ大戦V』関連曲                                                            |
| 2015年   |                                                                                        | | |                                                                                  |
| 3月11日  | Party Time                                                                             | GIGS | 「Party Time」 | OVA『新テニスの王子様 OVA vs Genius10』エンディングテーマ                        |
| 4月8日   | 約束-now and forever-                                                                  | 越前リョーマ（皆川純子） | 「約束-now and forever-」 | テレビアニメ『テニスの王子様』関連曲                                             |
| 5月13日  | Party Time                                                                             | 網球男児 | 「Party Time」 | OVA『新テニスの王子様 OVA vs Genius10』エンディングテーマ                        |
| 7月8日   | Party Time                                                                             | 青酢 | 「Party Time」 | OVA『新テニスの王子様 OVA vs Genius10』エンディングテーマ                        |
| 2016年   |                                                                                        | | |                                                                                  |
| 3月30日  | あなたに                                                                               | 越前リョーマ（皆川純子） | 「あなたに」 | テレビアニメ『テニスの王子様』関連曲                                             |
| 10月1日  | メガネ☆オトコ                                                                          | メガネ☆セブン | 「メガネ☆オトコ」 | テレビアニメ『テニスの王子様』関連曲                                             |
| 10月1日  | メガネ☆アフロ                                                                          | メガネ☆セブン | 「メガネ☆アフロ」 | テレビアニメ『テニスの王子様』関連曲                                             |
| 2017年   |                                                                                        | | |                                                                                  |
| 3月30日  | RisingBeat                                                                             | 越前リョーマ（皆川純子） | 「RisingBeat」 | ゲーム『新テニスの王子様 RisingBeat』テーマソング                                |
| 8月16日  | メガネ☆アクト                                                                          | メガネ☆セブン | 「メガネ☆アクト」 | テレビアニメ『テニスの王子様』関連曲                                             |
| 2018年   |                                                                                        | | |                                                                                  |
| 11月7日  | You got game?                                                                          | 越前リョーマ（皆川純子） | 「You got game?」 | OVA『テニスの王子様 BEST GAMES!! 手塚vs跡部』エンディングテーマ                  |
| 12月5日  | メガネ☆アルキ                                                                          | メガネ☆セブン | 「メガネ☆アルキ」 | テレビアニメ『テニスの王子様』関連曲                                             |
| 2019年   |                                                                                        | | |                                                                                  |
| 10月2日  | メガネ☆ダラケ                                                                          | メガネ☆セブン | 「メガネ☆ダラケ」 | テレビアニメ『テニスの王子様』関連曲                                             |
| 2020年   |                                                                                        | | |                                                                                  |
| 12月28日 | ぜんぶ君なんだ                                                                         | 越前リョーマ（皆川純子） | 「ぜんぶ君なんだ」 | ラジオ『新テニスの王子様 オン・ザ・レイディオ』エンディングテーマ                |
| 2021年   |                                                                                        | | |                                                                                  |
| 9月10日  | リョーマ！ The Prince of Tennis 新生劇場版テニスの王子様 劇中歌シングルBOX             | 越前リョーマ（皆川純子）、ウルフ（杉田智和）、ブー（武内駿輔）、フー（竹内良太）                                                 | 「RAP FESTIVAL」 | 劇場アニメ『リョーマ! The Prince of Tennis 新生劇場版テニスの王子様』劇中歌      |
| 9月10日  | リョーマ！ The Prince of Tennis 新生劇場版テニスの王子様 劇中歌シングルBOX             | 越前リョーマ（皆川純子） | 「越えたいその壁を」 | 劇場アニメ『リョーマ! The Prince of Tennis 新生劇場版テニスの王子様』劇中歌      |
| 9月10日  | リョーマ！ The Prince of Tennis 新生劇場版テニスの王子様 劇中歌シングルBOX             | 越前リョーマ（皆川純子）、竜崎桜乃（高橋美佳子）、                                                                               | 「peace of mind〜星の歌を聴きながら〜」 | 劇場アニメ『リョーマ! The Prince of Tennis 新生劇場版テニスの王子様』劇中歌      |
| 9月10日  | リョーマ！ The Prince of Tennis 新生劇場版テニスの王子様 劇中歌シングルBOX             | 越前リョーマ（皆川純子）、手塚国光（置鮎龍太郎）                                                                                 | 「リョーマの想い 部長の声」 | 劇場アニメ『リョーマ! The Prince of Tennis 新生劇場版テニスの王子様』劇中歌      |
| 9月10日  | リョーマ！ The Prince of Tennis 新生劇場版テニスの王子様 劇中歌シングルBOX             | 越前リョーマ（皆川純子）、跡部景吾（諏訪部順一）                                                                                 | 「リョーマの想い 強敵（ライバル）の声」 | 劇場アニメ『リョーマ! The Prince of Tennis 新生劇場版テニスの王子様』劇中歌      |
| 9月10日  | リョーマ！ The Prince of Tennis 新生劇場版テニスの王子様 劇中歌シングルBOX             | 越前リョーマ（皆川純子）、エメラルド（朴璐美）                                                                                   | 「DANGER GAME」 | 劇場アニメ『リョーマ! The Prince of Tennis 新生劇場版テニスの王子様』劇中歌      |
| 9月10日  | リョーマ！ The Prince of Tennis 新生劇場版テニスの王子様 劇中歌シングルBOX             | テニプリオールスターズ | 「世界を敵に回しても」 | 劇場アニメ『リョーマ! The Prince of Tennis 新生劇場版テニスの王子様』劇中歌      |
| 10月13日 | Clock over ORQUESTA First season BATTLE Vol.03 桜小路二香【elegante － エレガンテ －】 | 桜小路二香（森川智之、皆川純子）                                                                                                 | 「King of Hearts」 | 『Clock over ORQUESTA』関連曲                                                    |
| 10月13日 | Clock over ORQUESTA First season BATTLE Vol.03 桜小路二香【elegante － エレガンテ －】 | 桜小路二香（皆川純子） | 「SECONDS（Never↓and ver.）」 | 『Clock over ORQUESTA』関連曲                                                    |
| 2022年   |                                                                                        | | |                                                                                  |
| 1月26日  | バレンタイン・キッス                                                                   | 越前リョーマ（皆川純子） | 「バレンタイン・キッス」 | テレビアニメ『テニスの王子様』関連曲                                             |
| 9月28日  | endless journey                                                                        | 越前リョーマ（皆川純子） | 「endless journey」 | ゲーム『新テニスの王子様 LET’S GO!! 〜Daily Life〜 from RisingBeat』メインテーマ |
| 11月2日  | Clock over ORQUESTA return match BATTLE all-in 2nd Album「QUATELLA」                   | 桜小路二香（皆川純子） | 「2 the end」 | 『Clock over ORQUESTA』関連曲                                                    |
| 12月21日 | ポプテピピック ALL TIME BEST 3                                                         | ポプ子（皆川純子）、ピピ美（甲斐田ゆき）                                                                                         | 「Shining Shoulder」 | テレビアニメ『ポプテピピック TVアニメーション作品第二シリーズ』挿入歌            |
| 12月24日 | 青                                                                                     | 越前リョーマ（皆川純子） | 「青」 | ゲーム『新テニスの王子様 RisingBeat』関連曲                                      |
| 2024年   |                                                                                        | | |                                                                                  |
| 2月7日   | Clock over ORQUESTA Second season BATTLE Vol.1 f -フォルテ-                            | 桜小路二香（皆川純子）、天馬六華（金田朋子）                                                                                     | 「Just easy game」 | 『Clock over ORQUESTA』関連曲                                                    |
| 12月12日 | Clock over ORQUESTA Third season BATTLE all for one【matinee -マチネ-】                | 桜小路二香（森川智之、皆川純子）                                                                                                 | 「King's Judgement」 | 『Clock over ORQUESTA』関連曲                                                    |

### その他参加楽曲
| 発売日        | 商品名                   | 歌       | 楽曲 | 備考 |
| ------------- | ------------------------ | -------- | --- | ---- |
| 2009年3月18日 | 百歌声爛 -女性声優編III- | 皆川純子 | 「いとおしい人のために」 「青春にかけろ！」 「はいからさんが通る」 「あしたがすき」 「若草のシャルロット」 「ロックリバーへ」 「誰よりも遠くへ」 「青春」 「ボルテスVの歌」 「愛の光と影」 |      |